# 特瑞爾 (阿肯色州)
特瑞爾（英語：Turrell）是一個位於美國阿肯色州克里坦登縣的城市。

## 地理
特瑞爾的座標為35°22′35″N 90°15′52″W / 35.37639°N 90.26444°W，而該地的平均海拔高度為69米（即226英尺）。

## 人口
根據2020年美國人口普查的數據，特瑞爾的面積為13.89平方千米，當中陸地面積為13.84平方千米，而水域面積為0.05平方千米。當地共有人口517人，而人口密度為每平方千米37人。